# ادی کوپر (بازیکن فوتبال)
ادی کوپر (انگلیسی: Eddie Cooper؛ زادهٔ ۱۸۹۱) بازیکن فوتبال است.